# آرتور زاجونک
آرتور زاجونک (انگلیسی: Arthur Zajonc؛ زادهٔ ۱۱ اکتبر ۱۹۴۹) فیزیک‌دان اهل ایالات متحده آمریکا است.
وی همچنین برندهٔ جوایزی همچون برنامه فولبرایت شده‌است.